# Tickets for a Prayer Wheel
Tickets for a Prayer Wheel es un EP de la banda Sixpence None the Richer lanzado en 1996.

## Lista de canciones
1. "Within a Room Somewhere" (radio edit)
2. "Within a Room Somewhere" (demo)
3. "Healer"
4. "Dresses"
5. "Love Letters in the Sand"
6. "Carry You"
7. "Alisha's First Step"
8. "Solomon the Mystic"
9. "Love, Salvation, the Fear of Death" (dance mix intro)
10. "Love, Salvation, the Fear of Death" (dance mix)